# 1934 (numero)
Millenovecentotrentaquattro (1934) è il numero naturale dopo il 1933 e prima del 1935.

## Proprietà matematiche
- È un numero pari.
- È un numero composto da 4 divisori: 1, 2, 967, 1934. Poiché la somma dei suoi divisori (escluso il numero stesso) è 970 < 1934, è un numero difettivo.
- È un numero semiprimo.
- È un numero congruente.
- È un numero intero privo di quadrati.
- È un numero odioso.
- È parte della terna pitagorica (1934, 935088, 935090).

## Astronomia
- 1934 Jeffers è un asteroide della fascia principale del sistema solare.

## Astronautica
- Cosmos 1934 è un satellite artificiale russo.